# Indiana Pacers 2010-2011
La stagione 2010-11 degli Indiana Pacers fu la 35ª nella NBA per la franchigia.
Gli Indiana Pacers arrivarono secondi nella Central Division della Eastern Conference con un record di 37-45. Nei play-off persero al primo turno con i Chicago Bulls (4-1).

## Roster
| N° | Naz.                   | Ruolo | Sportivo         | Anno | Alt. | Peso |
| -- | ---------------------- | ----- | ---------------- | ---- | ---- | ---- |
| 1  | Stati Uniti (bandiera) | G     | Dahntay Jones    | 1980 | 198  | 95   |
| 2  | Stati Uniti (bandiera) | G     | Darren Collison  | 1987 | 183  | 73   |
| 5  | Stati Uniti (bandiera) | G     | T.J. Ford        | 1983 | 183  | 75   |
| 6  | Stati Uniti (bandiera) | G     | Lance Stephenson | 1990 | 196  | 95   |
| 10 | Stati Uniti (bandiera) | AC    | Jeff Foster      | 1977 | 211  | 107  |
| 12 | Stati Uniti (bandiera) | G     | A.J. Price       | 1986 | 188  | 82   |
| 17 | Stati Uniti (bandiera) | GA    | Mike Dunleavy    | 1980 | 206  | 100  |
| 24 | Stati Uniti (bandiera) | A     | Paul George      | 1990 | 203  | 95   |
| 25 | Stati Uniti (bandiera) | A     | Brandon Rush     | 1985 | 198  | 95   |
| 32 | Stati Uniti (bandiera) | A     | Josh McRoberts   | 1987 | 208  | 109  |
| 33 | Stati Uniti (bandiera) | A     | Danny Granger    | 1983 | 203  | 102  |
| 41 | Stati Uniti (bandiera) | GA    | James Posey      | 1977 | 203  | 98   |
| 44 | Stati Uniti (bandiera) | A     | Solomon Jones    | 1984 | 208  | 104  |
| 50 | Stati Uniti (bandiera) | A     | Tyler Hansbrough | 1985 | 206  | 113  |
| 55 | Stati Uniti (bandiera) | C     | Roy Hibbert      | 1986 | 218  | 126  |

## Staff tecnico
- Allenatori: Jim O'Brien (17-27) (fino al 30 gennaio)[1], Frank Vogel (20-18)
- Vice-allenatori: Frank Vogel (fino al 30 gennaio), Dan Burke, Jay DeFruscio, Vitalij Potapenko, Walter McCarty
- Preparatore fisico: Shawn Windle
- Preparatore atletico: Josh Corbeil
- Assistente preparatore: Carl Eaton